# Antônio Carlos Paiva
Antônio Carlos Paiva (ur. 9 maja 1968 w Alto Rio Doce) – brazylijski duchowny katolicki, biskup koadiutor Oliveira od 2025.  

## Życiorys
15 listopada 1999 otrzymał święcenia kapłańskie  i został inkardynowany do diecezji Patos de Minas. 
8 kwietnia 2025 papież Franciszek mianował go biskupem koadiutorem diecezji Oliveira. Sakry udzielił mu 14 czerwca 2025, biskup Patos de Minas, Cláudio Nori Sturm.